# Anji
Anji  léase en chino: Án-Chi, lit. 'An1ji2.ogg' (en chino simplificado, 安吉县; pinyin, Ānjí xiàn) es un condado bajo la administración directa de la ciudad-prefectura de Huzhou. Se ubica en la provincia de Zhejiang, este de la República Popular China. Su área es de 1886 km² y su población total para 2010 fue cercana a los 500 mil habitantes.

## Administración
El condado de Anji se divide en 15 pueblos que se administran en 4 subdistritos, 8 poblados y 3 villas.